# Dover Athletic FC
Dover Athletic FC is een voetbalvereniging uit het Engelse Dover. De club speelt in de Isthmian League Premier Division, het zevende niveau van het Engelse voetbal. 
Het team draagt meestal witte shirts en heeft daardoor als bijnaam the Whites. Thuiswedstrijden worden sinds de oprichting van de club afgewerkt op de Crabble Athletic Ground. De beste prestatie van de club in de FA Cup is het bereiken van de derde ronde, in 2010/11 en 2014/15. Het beste resultaat in de FA Trophy is de halve finale (1997/98).

## Geschiedenis
Dover Athletic FC werd opgericht in 1983 nadat de vorige club van de stad, Dover FC, door schulden failliet ging. De nieuwe club nam de plaats van Dover FC over in de Southern League Southern Division. Voormalig Dover-speler Alan Jones werd de eerste trainer van de ploeg, die voornamelijk bestond uit reserve-spelers van de oude club. Aanvankelijk had Athletic het moeilijk en in het seizoen 1984/95 eindigde de club zelfs als tweede van onder. In november 1985 werd Steve McRae, die een jaar eerder Jones had opgevolgd, ontslagen en vervangen door Chris Kinnear.
Onder Kinnear draaide het fortuin van de club om en eindigde het twee seizoenen op rij in de top vijf. Het seizoen daarop (1987/88) werd Dover Athletic kampioen en promoveerde zodoende naar de Premier Division. Het team begon sterk in de Premier Division en eindigde haar debuutseizoen op een zesde plaats. In het tweede seizoen werd het kampioenschap behaald. De club mocht echter niet promoveren naar de Football Conference, omdat de Crabble Athletic Ground niet voldeed aan gestelde eisen. Na een vierde en een tweede plaats in de daaropvolgende twee seizoenen, won Dover opnieuw de titel in het seizoen 1992/93 en werd het ditmaal wel toegelaten tot de Conference.
Dover sloot het eerste seizoen in de Conference af op een achtste plaats. Het volgende seizoen worstelde de club echter tegen degradatie, en Kinnear werd ontslagen vanwege slechte prestaties van het team en persoonlijke problemen. Hij was tien jaar lang eindverantwoordelijke bij the Whites. John Ryan werd aangesteld als nieuwe trainer, maar hij werd hij ontslagen nadat de club sinds het begin van het seizoen 1995/96 zeven van de acht wedstrijden had verloren onder zijn leiding. De club benoemde vervolgens oud-international Peter Taylor als coach, maar de resultaten verbeterden dat seizoen niet. Dover eindigde derde van onder en zou normaal gesproken gedegradeerd zijn, maar werd gered doordat Boston United (Northern Premier League) hun aanvraag voor promotie pas na de vereiste deadline aanleverde.
Bill Williams nam in 1997 het roer over als coach en onder zijn leiding bereikte de club de halve finale van de FA Trophy in 1998. Daarnaast eindigde de club het seizoen 1999/00 op een zesde plaats. Dit wat destijds de beste eindklassering uit de clubhistorie. Williams verliet de club in mei 2001 voor een hogere functie bij Kingstonian FC. Inmiddels verkeerde Dover Athletic in ernstige financiële moeilijkheden. Een aantal bestuurders namen ontslag en er waren schulden van meer dan honderdduizend pond. Te midden van de crisis nam de gehele raad van bestuur ontslag, waardoor het Supporters Trust van de club zich genoodzaakt zag de leiding van de club over te nemen en coach Gary Bellamy werd al na zes maanden ontslagen. Voormalig Everton-doelman Neville Southall werd aangetrokken als nieuwe trainer, maar na amper drie maanden namen trainer en club alweer afscheid van elkaar. Clive Walker volgde hem in maart 2002 op, toen Dover in de onderste regionen van de Football Conference terug te vinden was. De club eindigde het seizoen als hekkensluiter en degradeerde naar de Southern League Premier Division. De voortdurende financiële problemen van de club leidden ertoe dat het een Company Voluntary Arrangement (CVA) inging, een proces waarbij insolvente bedrijven hun schulden verrekenden met toekomstige winsten. De schulden werden op dat moment geschat op £400.000,-.

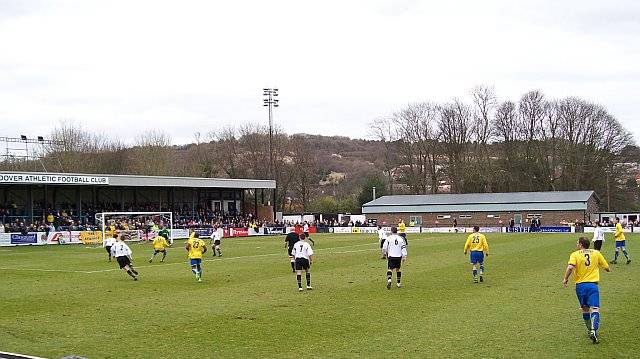
Dover Athletic (in het wit) speelt tegen Staines Town in 2009

In het eerste seizoen terug in de Southern League Premier Division werden the Whites derde, met zeventien punten achterstand op kampioen en promovendus Tamworth FC. Een slechte start van het volgende seizoen zorgde ervoor dat Walker werd vervangen door Richard Langley. Dover eindigde het seizoen op de negentiende plaats. In de zomer van 2004 werden ze overgeplaatst naar de Isthmian League Premier Division na een reorganisatie van het Engels voetbalsysteem. Het seizoen begon met zes opeenvolgende nederlagen, wat ervoor zorgde dat Langley werd ontslagen. De financiële problemen bleven ook voortduren en de club kwam dicht bij het punt dat ze moesten worden opgeheven. Dover degradeerde aan het einde van het seizoen naar de Isthmian League Division One, maar werden wel gered van een faillissement, doordat voormalig directeur Jim Parmenter in januari 2005 terugkeerde en de club overnam. Parmenter ontsloeg al snel trainer Steve Browne en wist Clive Walker te overtuigen om terug te keren bij Dover. Dankzij de overname van Parmenter had de club voor het eerst in jaren een stevige financiële basis.
Dover Athletic wist bijna binnen één seizoen terug te keren naar de Premier Division, maar werd in de play-offs geëlimineerd door Tonbridge Angels. Het volgende seizoen (2006/07) bereikte Dover opnieuw de play-offs maar verloor het in de halve finale van Hastings United, waarna het aflopende contract van trainer Walker niet werd verlengd. Hij werd vervangen door Andy Hessenthaler, die overkwam van Eastleigh. In zijn eerste seizoen leidde hij de club naar het kampioenschap van de hernoemde Division One South en promoveerde de club naar de Isthmian League Premier Division. Het volgende seizoen won Dover het tweede kampioenschap op rij en bewerkstelligde zo promotie naar de Conference South.
In het seizoen 2009/10 bereikte Dover de play-offs om promotie naar de Conference National, maar verloren ze in de halve finale van Woking. Het volgende seizoen bereikte de club voor het eerst in haar historie de derde ronde van de FA Cup, na overwinningen op Gillingham (League Two) en Aldershot Town (League Two). In het seizoen 2012/13 haalde de club opnieuw de play-offs, waarin ditmaal Salisbury City in de finale te sterk bleek. Het volgende seizoen bereikte het team de tweede ronde van de FA Cup, de laatste 16 van de FA Trophy, en plaatste zich op de laatste speeldag voor de play-offs. Na een 4-1 overwinning op Sutton United in de halve finale was in de finale Ebbsfleet United de tegenstander. Op 10 mei 2014 versloeg Dover Ebbsfleet United met 1-0 op Stonebridge Road dankzij een treffer van Nathan Elder, waardoor de ploeg voor het eerst sinds 2002 terugkeerde naar het hoogste niveau van non-league voetbal. In het seizoen 2014/15 beleefde Dover een nieuw bekeravontuur. Na overwinning op Morecambe en Cheltenham Town in respectievelijk de eerste en de tweede ronde, kwam het grote Crystal Palace op bezoek naar Crabble Athletic Ground. De wedstrijd werd met 4-0 verloren. Het daaropvolgende seizoen plaatste Dover zich voor play-offs om promotie naar de League Two.
In het seizoen 2020/21 kampte de ploeg met schulden als gevolg van de coronapandemie. Eigenaar Jim Parmenter gaf aan zich zorgen te maken over de financiele risico's die de club zou moeten nemen mochten ze het seizoen zonder publiek afmaken. "We spelen voetbal voor onze fans en onze gemeenschap en bij hun afwezigheid zie ik geen logica in het opzadelen van de club met honderdduizenden ponden schulden om een zinloos seizoen af te ronden." Na 30 januari 2021 speelde de ploeg geen enkele wedstrijd meer, nadat eerder spelers en staf van de ploeg verlof hadden gekregen om kosten te besparen. Als gevolg hiervan werden alle resultaten van de club in maart geschrapt en kregen ze een boete van £40.000,-. Bovendien kreeg de club een aftrek van twaalf punten voor het seizoen 2021/22. Doordat de competities direct onder Dover halverwege het seizoen waren stopgezet vanwege corona, degradeerde de ploeg uit Kent niet. Het volgende seizoen werd afgesloten als hekkensluiter, nadat de ploeg slechts twee van de vierenveertig wedstrijden winnen af had weten te sluiten. In hun tweede seizoen in de National League South degradeerden ze naar de Isthmian League Premier Division.

## Erelijst
- Conference South
  - Winnaar play-offs: 2013/14[3]
- Southern League

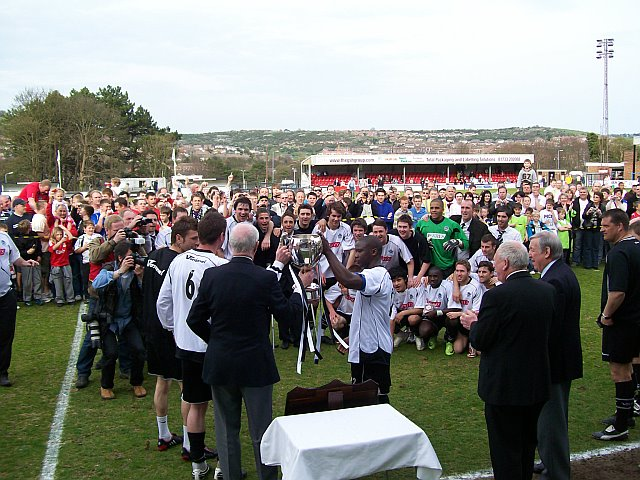
Dover Athletic viert het winnen van de IFL Premier Division in 2009

  - Premier Division: 1989/90, 1992/93[3]
  - Southern Division 1987/88[3]
- Isthmian League
  - Premier Division: 2008/09[3] (foto)
  - Division One South: 2007/08[3]
- Kent Senior Cup
  - Winnaar: 1990/91, 2016/17[28]

## Bekende spelers en/of trainers
- Neville Southall (trainer)
- Peter Taylor (trainer)
- Steven Thomson (speler)